# Calahorra de Boedo
Calahorra de Boedo é um município da Espanha na província de Palência, comunidade autónoma de Castela e Leão, de área 17,89 km² com população de 117 habitantes (2007) e densidade populacional de 6,54 hab./km².

## Demografia
| Variação demográfica do município entre 1991 e 2004 | Variação demográfica do município entre 1991 e 2004 | Variação demográfica do município entre 1991 e 2004 | Variação demográfica do município entre 1991 e 2004 |
| --------------------------------------------------- | --------------------------------------------------- | --------------------------------------------------- | --------------------------------------------------- |
| 1991                                                | 1996                                                | 2001                                                | 2004                                                |
| 166                                                 | 151                                                 | 126                                                 | 125                                                 |